# Еттрінген (Маєн-Кобленц)
Еттрінген (нім. Ettringen) — громада в Німеччині, розташована в землі Рейнланд-Пфальц. Входить до складу району Маєн-Кобленц. Складова частина об'єднання громад Фордерайфель.
Площа — 9,16 км2. Населення становить 2722 ос. (станом на 31 грудня 2020).

## Галерея

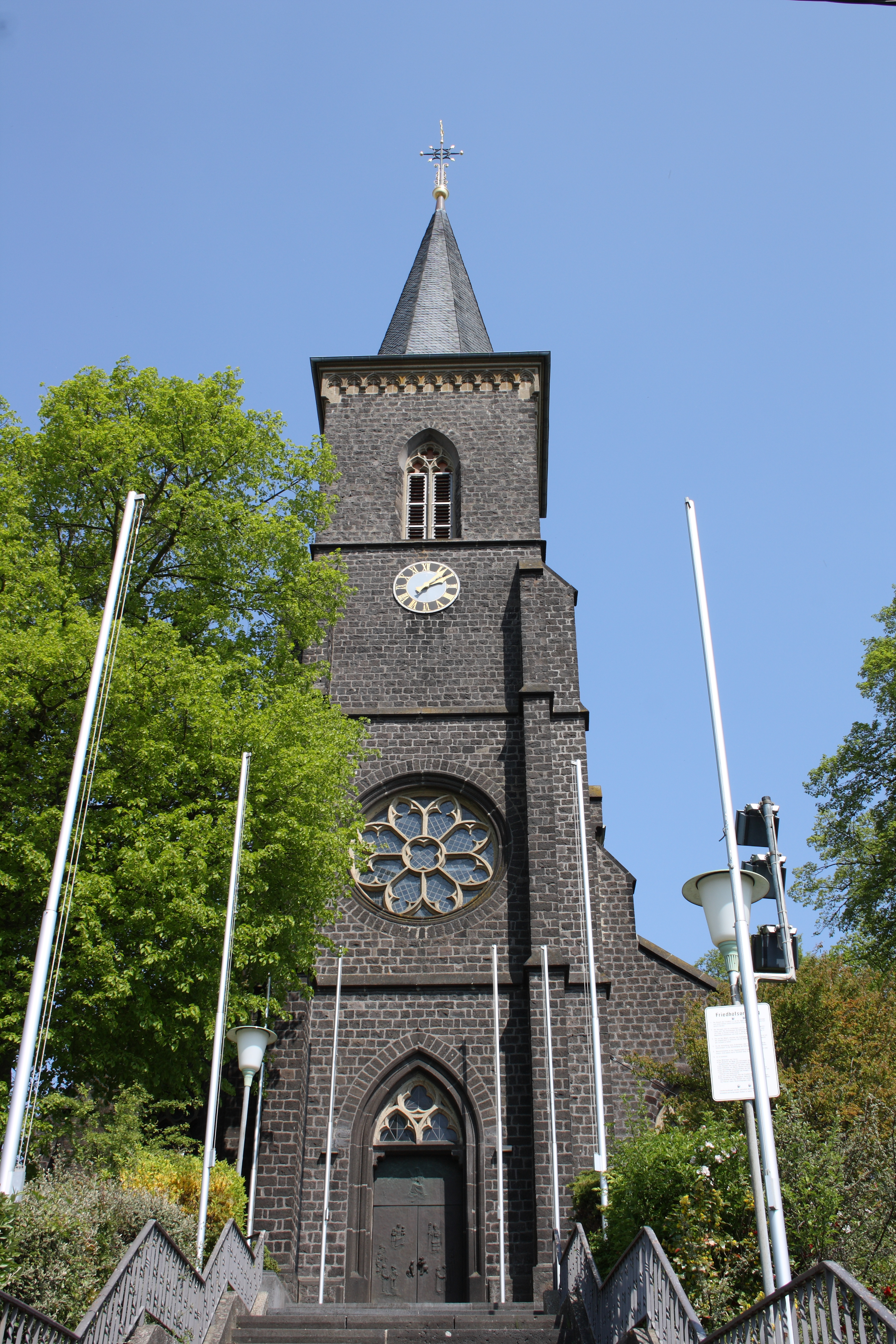